# Josyane de Jesus-Bergey
Pour les articles homonymes, voir Bergey.
 (août 2020).
 (août 2020).
Il peut être nécessaire de l'améliorer pour respecter le principe de neutralité de point de vue. Veuillez consulter la page de discussion pour plus de détails.

Josyane de Jesus-Bergey, née à La Rochelle (Charente-Maritime) le 24 juin 1941, est une poète franco-portugaise.

## Biographie
Retraitée de la fonction publique, elle a été vice-présidente de « LarochellIvre », association loi 1901 qui organisait des rencontres littéraires en Charente-Maritime ainsi que le printemps des Poètes et le salon du livre de poésie à La Rochelle. 
Proche de Jean Bouhier, le poète fondateur en 1941 avec Pierre Penon du mouvement poétique de l’École de Rochefort, Josyane de Jesus-Bergey a été l’initiatrice de la création  en 1994 à Vesdun (Cher) dans la « Forêt des Mille Poètes » où 85 nations sont représentées par un chêne, où chaque chêne planté est dédié à un créateur, de l’emplacement commémoratif de cette école où l’on retrouve entre autres : Jean Bouhier, Jean Rousselot, René-Guy Cadou, Michel Manoll, Marcel Bealu, Luc Bérimont, Guillevic, Roger Toulouse, Jean Follain.
Elle s’occupe de l’association France Méditerranée NEDJMA en tant que vice-présidente, et dirige des ateliers d’écriture et conférences en différentes structures en France et à l’étranger.
Fait partie de l’équipe des animateurs du Festival Voix Vives de Méditerranée en Méditerranée de Sète.
Très attachée au monde méditerranéen, plusieurs des poèmes de Josyane de Jesus-Bergey sont dédiés à des auteurs du monde arabe, tels que le palestinien Mahmoud Darwich et l'algérien Mohamed Dib.
Plusieurs textes de Josyane de Jesus-Bergey ont été traduits en espagnol par Angela Serna, et en portugais par Ruth Motta.

## Participation à des rencontres et festivals
- Traduite en arabe, espagnol, italien  et portugais, elle est invitée à de nombreuses rencontres et festivals  tant en France qu’à l’étranger, dont les plus récents :
- 2020 Festival le Sémaphore de Quimperlé
- 2019  Marché du livre Paris

- Festival, de Tolède
- 2018 festival Voix Vives Sète
- 2017 conférence sur la poésie en Algérie, , bibliothèque la Couarde en Ré/ Présentation de son dernier livre » Alipio » Médiathèque M. Crépeau La Rochelle. /médiathèque Marans autour de son dernier livre « Alipio »
- Sète Festival Voix Vives
- 2017 Festival de Ramallah (Palestine)
- 2015 et 2016/2017 différents salons du livre en France, dont Nizon Pont-Aven, La Rochelle, festival Voix Vives Sète, Salon du livre de l’Ile de Ré, salon du livre féminin de Périgny…
- 2014 juillet  Sète, festival Voix Vives/ Printemps des poètes  Institut français de Tlemcen, Université de Tlemcen  (Algérie)(poésie, conférences et ateliers d’écriture)
- Printemps des  Poètes La Rochelle
- 2013 ADL rencontre avec les bibliothèques du dépt de la Chte - Mme à Loulay (17)/Rendez-vous d’hiver de Sète
- 2013 Festival Voix Vives de Méditerranée en Méditerranée  Sète/Marché du livre Saint Sulpice Paris/Festival de Gênes (Italie)/Festival d’EL Jadida (Maroc)/Algérie différentes rencontres  et ateliers à travers l’Algérie (Institut français, Universités, bibliothèques. et librairies de Tlemcen à  Oran, Alger, Bedjaïa)/ Médiathèque de Saintes/ Le Toit du monde Poitiers
- 2012 Médiathèque de Limoges
- Festival » Voix Vives de Méditerranée en Méditerranée » Sète/et Théâtre d’Aurillac

- 2011 : Festival International des Trois Rivières (Québec)et : Printemps des Poètes Tlemcen Algérie (Conférence Université de Tlemcen)

- 2005 : Voix de la Méditerranée, festival de poésie de Lodève[5]

- 2006 :  Printemps des Poètes à Lodève
- mai 2008 : Vitoria-Gasteitz[6] (Espagne)
- juin 2008 : récital de poésie à travers la Tunisie (poésie, peinture et traduction) organisé par le Centre National de Traduction (Université de Tunis)
- juillet 2010 : Voix Vives de Méditerranée en Méditerranée, festival de poésie de Sète

### Poésie
- L'heure Marine, éditions Petit Véhicule, 1995
- Pour un soleil qui meurt, éditions Arcam, 1996
- De l’arbre à l’homme... jusqu’à l’épuisement de la saignée, La Bartavelle Éditeur, 1997
- La brodeuse d’écume, éditions Clapas, 1998
- L’eau Perride, La Bartavelle Éditeur, 1998
- Le temps suspensif, éditions Encres vives, 1998
- Un cheval sur l’océan, éditions Encres vives, 1999
- Ne me raccompagnez pas, je suis pressée, La Bartavelle Éditeur, 2000
- Comme une confession de pierres : Eldjazaïr, La Rochelle, éditions Rumeur des Ages, 2003, 59 p. (ISBN 2-84327-075-8)édition bilingue français-arabe (textes traduits par le poète tunisien Mohamed Rafrafi, Voir sur son blog: Rafraf).
- Ce n’est pas parce que la porte s’est refermée, éditions Rumeur des Ages, 2003
- Amulettes, éditions Encre et Lumière, mars 2009, sur des peintures du peintre poète H. Tibouchi
- Taire le Temps, dédié à S. Wellens, éd. de L’Atlantique, 2012
- Un jour comme les autres, col Chiendents éd. Ed.Petit véhicule, 2014
- Le vent nous conduira vers le désert en Algérie, photos de H.Bouchenak, éd Edi’lybris 2015
- Alipio, en français portugais avec une préface de Nuno Judice, éditions VAGAMUNDO, 2016, prix H. Dohollau 2018
- La déconstruction du vide, préface de  M. Alhau, Jacques André éditeur,  juin 2019

A paraître en 2021 :
- Tout à côté le mouvement des jours, dédié à Mahmoud Darwich, préfacé par Téric Boucebci, éditions Alcyone
- Nue…enfin presque, préfacé par Jacques Lovichi, éd. Edi’lybris

Livres Pauvres et autres
- Je veux croire et Si peu de dire, avec H. Tibouchi, col. Livre Pauvre D. Leuwers, 2013
- Pour aller jusqu’à toi, avec Houari Bouchenak, collection Livre Pauvre D. Leuwers, 2014
- Ce qui reste à dire, avec Nicole Barrière, collection Livre Pauvre D. Leuwers, 2014
- Silence, avec Cristina Isabel de Melo, collection  Livre Pauvre D. Leuwers, 2015
- Ce long voyage, avec Max Partazena, collection Livre Pauvre, 2017
- Ombres, avec J. Safirstein, collection Livre Pauvre D. Leuwers, 2018
- Lumière, avec Jean Michel Marchetti, collection livre Pauvre, 2019
- Mirages, avec Hamid Tibouchi, collection Livre Pauvre D. Leuwers, 2020
- Eugène Fromentin, avec Max Partazena  collection Livre Pauvre D. Leuwers, 2020

Récit
- BUS 25 pour rendre visite aux ombres, La Rochelle, éditions Rumeur des Ages, mars 2004, 63 p.peintures et dessins de Jacques Judde.

### Proses
La Grande Boiterie, éditions Rumeur des Ages, 2005

### Portfolio
- Voiles 2008, travail avec le peintre québécois Marc Mongeau.
- A participé à différentes expositions et manifestations  poésie/ peinture : 
  - 2006 avec Joëlle Vassogne (La Rochelle)
  - 2006 avec le peintre poète Hamid Tibouchi (Frontignan)
  - 2007 Mohamed Oulhaci (Algérie)
  - 2008 Marc Mongeau  (La Grande Traversée La Rochelle/Québec juin 2008)
  - 2009 Ana Sancuez Serrano (Vitoria - Espagne)

### En revues
- « Le poème Meschonnic », Faire Part, nos 22/23,‎ 2008 (ISSN 0182-1717)environ quarante-cinq contributions diverses dont Henri Meschonnic, Guy Goffette, Bernard Noël, Jacques Ancet, Serge Martin, Pierre Soulages, Bernard Mazo, Angèle Paoli

### En anthologies
(août 2020).
- Québec 2008 : 40 poètes du Québec et de France, Trois-Rivières (Québec)/La Chevallerais, Coédition Écrits des Forges (Québec) et Sac à Mots (France), 216 p. (ISBN 978-2-89645-062-6 et 978-2-915299-26-7)recueil collectif de poésie en langue française avec vingt auteurs des deux continents (France Mongeau, Yolande Villemaire, Claude Beausoleil, Denise Boucher, Stéphane Despatie, Claudine Bertrand  pour le Québec et Georges Bonnet, Odile Caradec, Raymond Bozier, Jean-Claude Martin, James Sacré, Josyane de Jesus-Bergey pour la France), dont Josyane de Jesus-Bergey est l'initiatrice avec LarochellIvre[7].
- Longs courriers 2006, Impressions d’Elles 2004, Kaléidoscope 2003 (Expression culturelle Cognac)
- Dictionnaire des écrivains charentais Le Croît vif 2005
- Vous avez dit Poésie ? Sac à mots Éditions 2003
- Requiem pour Gaza éd Color Gang
- Poètes de l’ AICL
- Tisserands du monde Améditions
- Autour de Paul Valéry (Musée de Sète)
- Peinture et poésie (Musée de Sète
- Paix collection P. Poblète éd. Unicité
- Eloge et défense de la langue française col. P. Poblète éd Unicité
- Paroles Poétiques  éd  Porte Voix, Mots nomades
- Littoral Charentais hors saison photos de Jean Hincker avec D . Bernard et F. Mathé
- Anthologies Voix Vives Sète éd. B. Doucey
- Les Eaux Vives éd de l’ AICL
- Vibrations en partage ' La porte des poètes
- « Anthologies du festival Voix Vives, Sète, Gènes et El Jadida
- « Présence de Tahar Djaout poète » Textes et dessins réunis par A. Khan éd. Barzakh (Algérie)
- «  Instants de vertiges »  antho. de C. Bertrand éd Point de Fuite (Québec)
- » Pas d’ici Pas d’ailleurs » éd Voix d’encre  (Anthologie féminine mondiale)
- «50 portraits Femmes Poètes » DVDde M.H. Audier éd. Itinéart  P. des  Poètes

### Traduction
Corévision poétique, avec Mohamed Rafrafi, de la traduction de l'arabe vers le français faite par Hédia DRIDI du recueil de poèmes de l’irakienne Wafaa Abed Al Razzaq, intitulé "Mémoires de l'enfant de la guerre" - Éditions L'Harmattan, Décembre 2008